# Казолари Пилуц (Удине)
Казолари Пилуц је насеље у Италији у округу Удине, региону Фурланија-Јулијска крајина.
Према процени из 2011. у насељу је живело 20 становника. Насеље се налази на надморској висини од 346 м.